# Liste der Kulturdenkmäler in Marburg Gesamtanlage 5: Wehrdaer Weg
Die folgende Liste enthält die in der Denkmaltopographie ausgewiesenen Kulturdenkmäler auf dem Gebiet des Ortsteils Wehrdaer Weg der  Stadt Marburg, Landkreis Marburg-Biedenkopf, Hessen.
Hinweis: Die Reihenfolge der Denkmäler in dieser Liste orientiert sich an der Anschrift, alternativ ist sie auch nach der Bezeichnung oder der Bauzeit sortierbar.
Kulturdenkmäler werden fortlaufend im Denkmalverzeichnis des Landes Hessen durch das Landesamt für Denkmalpflege Hessen auf Basis des Hessischen Denkmalschutzgesetzes (HDSchG) geführt. Die Schutzwürdigkeit eines Kulturdenkmals hängt nicht von der Eintragung in das Denkmalverzeichnis des Landes Hessen oder der Veröffentlichung in der Denkmaltopographie ab.

Diese Liste ist Teil der Liste der Kulturdenkmäler in Marburg.

## Gesamtanlage 5: Wehrdaer Weg
| Bild            | Bezeichnung                           | Lage                                                             | Beschreibung                              | Bauzeit        | Daten |
| --------------- | ------------------------------------- | ---------------------------------------------------------------- | ----------------------------------------- | -------------- | ----- |
| Bild gesucht BW | Gesamtanlage 5, Wehrdaer Weg          | Marburg, Bahnhofstraße, Wehrdaer Weg Lage                        |                                           |                |       |
| weitere Bilder  | Ehemalige Mühle                       | Marburg, Wehrdaer Weg 1 LageFlur: 35, Flurstück: 8/3             | Elisabethmühle, Elwins Mühle, Lotzenmühle | 1530 Baubeginn |       |
| Bild gesucht BW | Wohnhaus                              | Marburg, Wehrdaer Weg 11 LageFlur: 35, Flurstück: 198/42         |                                           | 1908           |       |
| Bild gesucht BW | Ehem. Paderborner Actien Brauerei     | Marburg, Wehrdaer Weg 20 LageFlur: 35, Flurstück: 150/15, 148/14 |                                           | 1866           |       |
| Bild gesucht BW | Verbindungshaus                       | Marburg, Wehrdaer Weg 32 LageFlur: 39, Flurstück: 21/1           |                                           | 1910           |       |
| Bild gesucht BW | Villa, Gartenhaus, Wirtschaftsgebäude | Marburg, Wehrdaer Weg 43/43a LageFlur: 39, Flurstück: 43/3, 40/1 |                                           | 1922           |       |